# Övresotträsket
Övresotträsket är en sjö i Storumans kommun i Lappland och ingår i Umeälvens huvudavrinningsområde. Sjön har en area på 0,561 kvadratkilometer och ligger 991,3 meter över havet. Övresotträsket ligger i Vindelfjällen Natura 2000-område. Sjön avvattnas av vattendraget Sotbäcken.

## Delavrinningsområde
Övresotträsket ingår i det delavrinningsområde (731569-145450) som SMHI kallar för Utloppet av Övresotträsket. Medelhöjden är 1 044 meter över havet och ytan är 3,43 kvadratkilometer. Det finns inga avrinningsområden uppströms utan avrinningsområdet är högsta punkten. Sotbäcken som avvattnar avrinningsområdet har biflödesordning 2, vilket innebär att vattnet flödar genom totalt 2 vattendrag innan det når havet efter 441 kilometer. Avrinningsområdet består mestadels av kalfjäll (84 procent). Avrinningsområdet har 0,56 kvadratkilometer vattenytor vilket ger det en sjöprocent på 16,3 procent.